# Moto-contínuo

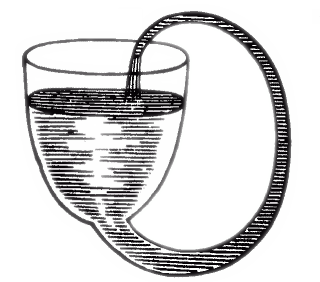
O frasco com auto-fluxo de Robert Boyle preenche a si próprio neste diagrama, porém tal efeito não se produz na realidade.

Um moto-contínuo ou máquina de movimento perpétuo (o termo em latim perpetuum mobile também é comum) são classes de máquinas hipotéticas as quais reutilizariam indefinidamente a energia gerada por seu próprio movimento.
É consenso científico que moto-contínuos são impossíveis de serem construídos, pois violariam a primeira ou a segunda lei da termodinâmica. Os princípios da termodinâmica são tão bem estabelecidos, tanto teórica quanto experimentalmente, que propostas de moto-contínuos são universalmente vistas com descrença pelos físicos.
Um moto-contínuo (mecânico) além de violar as lei da termodinâmica violaria também a chamada Lei Áurea da Mecânica, segundo a qual o trabalho aplicado é igual ou maior que o trabalho realizado.
Apesar do fato de moto-contínuos serem fisicamente impossíveis de existir, em termos do atual entendimento das leis da Física, a busca por tais dispositivos permanece popular.

## Classificação
Uma classificação de máquinas de moto-contínuo refere-se a qual das leis da termodinâmica a máquina propõe-se a violar:

### Moto-contínuo de primeira espécie
Um moto-contínuo de primeira espécie é uma máquina de movimento perpétuo que viola a Primeira Lei da Termodinâmica, fornecendo ao exterior mais energia (sob a forma de trabalho ou calor) do que aquela que consome.

### Moto-contínuo de segunda espécie
Um moto-contínuo de segunda espécie é uma máquina de movimento perpétuo que viola a Segunda Lei da Termodinâmica, tendo um rendimento de 100%.
Visto que um moto-contínuo é um processo cíclico seria necessário que em todas etapas do ciclo todas as transformações de energia tivessem também um rendimento de 100%, no entanto a segunda lei da termodinâmica postula que não é possível a transformação completa do calor fornecido por uma fonte em trabalho.
Uma categoria mais obscura é a máquina de movimento perpétuo do terceiro tipo, normalmente (mas não sempre) definida como aquela que elimina completamente o atrito e outras forças dissipativas, mantendo o movimento para sempre (devido a sua massa de inércia). Terceiro neste caso refere-se somente à posição no esquema de classificação acima, não diretamente à terceira lei da termodinâmica. Embora seja impossível fazer-se tal máquina, devido a dissipação não poder nunca ser completamente eliminada (os 100% relacionados com a eficiência) em um sistema mecânico, tornando-se impossível alcançar-se esta situação ideal. Tal máquina, mesmo hipotética, não serviria como uma fonte de energia, mas poderia ter utilidade apenas como um dispositivo de estocagem perpétua de energia.
Nesta terceira classificação, pode-se citar a afirmação ingênua de que um pêndulo no vácuo seria uma máquina deste tipo, mas jamais se obtém um fio, não interessando o material ou dispositivo anexo que não apresente dissipação de energia. Grandes máquinas inerciais, com construção giroscópica, podem aparentar ser máquinas deste tipo, mantendo grandes velocidades de rotação durante dias, mas não tardarão a apresentar perda de rotação, seja pelo atrito com gases, e mesmo se no vácuo, que nunca seria perfeito, ainda assim em seus eixos, pois o atrito nulo não existe.

## Outras questões

### Em cosmologia
Em cosmologia, o universo, como maior objeto a ser estudado pela física, ao se considerar a mecânica celeste, esta aparentemente movimenta-se em um moto-perpétuo, com suas galáxias girando, estrelas girando, planetas girando e ainda produzindo energia em enormes quantidades, ou seja, ao se considerar o próprio meio também como parte integrante do moto-perpétuo, poderíamos aceitar a existência deste fenômeno, porém, como a cosmologia considera o universo como iniciando a partir de um estado denso e quente, na teoria da expansão cósmica, ou "Big Bang", o universo, por ser limitado em tempo, ter uma idade, não é um moto-contínuo na definição clássica.
A explicação do "antes", do "início" e da formação do universo, necessariamente passaríamos pela elucidação total do moto-contínuo. Questões de cosmologias cíclicas, como os modelos cíclicos, universo oscilante e outros, apontam para um universo que infinitamente mantenha-se em movimento.

### Especulações entre físicos
Físicos podem tentar testar os seus conhecimentos da física provando, sem usar termodinâmica, que um moto-contínuo proposto não pode funcionar. Também, várias vezes físicos irão descobrir aparentes moto-contínuos em seus pensamentos experimentais. Assim como um paradoxo expõe enganos de pensamento das teorias físicas aceitáveis e são considerados pouco instrutivos.
Porque os princípios da termodinâmica são bem estabelecidos, propostas sérias de moto-contínuo são desacreditadas por parte dos físicos, os quais fazem uma discussão de méritos da dificuldade da proposta, se a mesma não for impossível.
Discussões sobre o moto-contínuo ocorrem apenas no trabalho em conjunto com outras teorias como: sistemas abertos, energia livre e energia do vácuo.